# Butte Creek Canyon (Kalifornija)
Butte Creek Canyon je naseljeno područje za statističke svrhe u američkoj saveznoj državi Kalifornija. Prema popisu stanovništva iz 2010. u njemu je živjelo 1,086 stanovnika.